# GJ 1002
GJ 1002 — одиночная звезда в созвездии Кита. Находится на расстоянии около 15,2 световых лет от Солнца. Это одна из ближайших к нам звёзд.

## Характеристики
GJ 1002 — тусклая звезда 13,76 величины, не видимая невооружённым глазом. Это относительно холодный красный карлик спектрального класса M5,5V, имеющий массу, равную 11 % массы Солнца. Светимость почти в 600 000 раз слабее солнечной, по радиусу звезда в 33,3 раза уступает Солнцу. Температура его поверхности составляет около 2940 кельвинов.

## Планетная система
У GJ 1002 обнаружено две планеты  в зоне обитаемости. Внутренней планете GJ 1002 b массой 1,08 ± 0,13 массы Земли требуется 10,3465 ± 0,0027 дня, чтобы совершить один оборот вокруг своей материнской звезды на расстоянии 0,0457 ± 0,0013 а.е. Внешней планете GJ 1002 c массой 1,36 ± 0,17 массы Земли требуется 20,202 ± 0,013 дня, чтобы совершить оборот вокруг своей родительской звезды на расстоянии 0,0738 ± 0,0021 а.е. Планеты открыты с помощью спектрографа ESPRESSO, установленного на Очень большом телескопе (VLT) Европейской южной обсерватории (ESO) в Чили и спектрографа CARMENES, установленного на 3,5 метровом телескопе Обсерватории Калар-Альто (Испания). Звезда GJ 1002 наблюдалась CARMENES в период с 2017 по 2019 год и ESPRESSO в период с 2019 по 2021 год. Близость звезды к нашей Солнечной системе делает обе планеты, особенно GJ 1002 c, отличными кандидатами для определения характеристик их атмосфер и биосигнатур на основе отражаемого ими света или их теплового излучения, например с помощью будущего спектрографа ANDES (ArmazoNes high Dispersion Echelle Spectrograph) телескопа ELT, миссии LIFE и уже вступившего в строй Джеймса Уэбба .